# Taku Iwasaki
Taku Iwasaki (jap. 岩崎 琢, Iwasaki Taku; * 21. Januar 1968 in der Präfektur Tokio, Japan) ist ein japanischer Komponist und Arrangeur.

## Lebenslauf
Bereits in der Oberschule begann Taku Iwasaki sich als Komponist zu betätigen und begann sein Studium an der Tokyo National University of Fine Arts and Music und erhielt 1992 seinen Abschluss. Noch während seines Studiums wurde ihm der Newcomer Preis der Japan Society for Contemporary Music verliehen.

## Werke
Die folgende unvollständige Auflistung zeigt Werke die unter wesentlicher musikalischer Beteiligung von Taku Iwasaki entstanden.

### Anime
- The Irresponsible Captain Tylor (無責任艦長タイラー, Musekinin Kanchō Tairā) (1995)
- Now and Then, Here and There (今、そこにいる僕, Ima, Soko ni iru Boku) (1999)
- Rurouni Kenshin Tsuioku-hen (るろうに剣心 明治剣客浪漫譚, Rurōni Kenshin Meiji Kenkaku Romantan) (1999)
- R.O.D -READ OR DIE- (アクション) (2001)
- Witch Hunter Robin (ウィッチハンターロビン) (2001)
- The SoulTaker (ソウルテイカー) (2001)
- Hakaima Sadamitsu (破壊魔定光) (2001)
- Rurouni Kenshin Seisō-hen (るろうに剣心 明治剣客浪漫譚, Rurōni Kenshin Meiji Kenkaku Romantan) (2001)
- Go! Go! Itsutsugo Land (ゴーゴー五つ子ら・ん・ど) (2001)
- Get Backers (ゲットバッカーズ – 奪還屋 –, Gettobakkāzu–Dakkan'ya) (2002)
- Yokohama Kaidashi Kikō (ヨコハマ買い出し紀行) (2002)
- R.O.D -THE TV- (2003)
- Yakitate!! Japan (焼きたて!!ジャぱん) (2004)
- Black Cat (ブラックキャット) (2005)
- Angel Heart (エンジェル・ハート) (2005)
- Binchō-tan (びんちょうタン) (2006)
- Ōban Star-Racers (2006)
- Kekkaishi (結界師) (2006)
- 009-1 (ゼロゼロナイン・ワン, Zero Zero Nine-One) (2006)
- Tengen Toppa Gurren-Lagann (天元突破グレンラガン) (2007)
- Persona: Trinity Soul (ペルソナ トリニティ・ソウル, Perusona Toriniti Sōru) (2008)
- Soul Eater (ソウルイーター, Sōru Ītā) (2008)
- Black Butler (黒執事, Kuroshitsuji) (2008)
- Katanagatari (刀語) (2010)
- Kuroshitsuji II (黒執事II) (2010)
- [C] (2011)
- Kamisama no Memo-chō (2011)
- Jormungand (2012)
- JoJo no Kimyō na Bōken, 2. Staffel (2012–2013)
- Gatchaman Crowds (2013)
- Noragami (2014)
- Mahōka Kōkō no Rettōsei (2014)
- Akame ga Kill! (2014)
- Gatchaman Crowds insight (2015)
- Noragami Aragoto (2015)
- Qualidea Code (2016)
- Bungou Stray Dogs (2016)

### Filme
- Origin: Spirits of the Past (銀色の髪のアギト, Gin-iro no Kami no Agito) (2006)
- Bungo Stray Dogs: DEAD APPLE (文豪ストレイドッグス DEAD APPLE) (2018)

### Spiele
- Taikō Risshiden 2 (太閤立志伝) (1995)
- Ai Cho Aniki (1997)
- Uncharted Waters Online (大航海時代Online, Daikoukai Jidai Online) (2004)